# Густаво Бузато
Густаво Бусато (на португалски: Gustavo Busatto) е бразилски футболист, вратар, играч на ЦСКА София.

## Биография
Роден е на 23 октомври 1990 г. в Арую ду Тигре. Юноша е на Гремио.
През 2010 г. е взет в първия състав на тима, но не записва официален дебют за отбора.
В края на май 2011 г. е даден под наем на АСА Арапирака Бразилия, но след като не записва официален дебют се завръща в Гремио Бразилия през юли 2011 г. Остава около първия отбор, но дебютира през 2013 г. при победата с 2:0 над Еспортиво Бразилия. От август 2014 г. до края на 2014 г. е даден под наем на Икаса Бразилия, а след завръщането си от наема напуска и Гремио Бразилия.
В началото на 2015 г. подписва с Америка Бразилия, откъдето през септември 2015 г. е даден под наем на Атлетико Гояниензе Бразилия до ноември 2015 г. В края на 2015 г. напуска Америка Бразилия, за да се присъедини от началото на 2016 г. към Апаресиденсе Бразилия.
През септември 2016 г. преминава в Подбескидже Биелско-Бяла Полша като остава в тима до юни 2017 г.
През септември 2017 г. преминава в редиците на Наутико Бразилия като е в отбора до края на 2017 г.
В началото на 2018 г. се завръща в Апаресиденсе Бразилия, а по-късно същата година е футболист на Сампайо Корреа Бразилия. В края на 2018 г. слага подпис под договор с Итуано Бразилия.
През юни 2019 г. се присъединява към ЦСКА (София). Прави своя дебют за ЦСКА на 4 август 2019 г. в мач срещу Ботев (Враца).
Носител на купата на България за сезон 2020/21.

## Успехи
ЦСКА (София)
- Купа на България (1): 2021